# Zeilen op de Olympische Zomerspelen 1976
Zeilen is een van de sporten die beoefend werden tijdens de Olympische Zomerspelen 1976 in Montréal, Canada. De zeilwedstrijden werden gehouden op het Ontariomeer nabij Kingston in Ontario.
Er werd in zes klassen om de medailles gestreden, twee alleen voor mannen en vier open klassen (flying dutchman, tempest, tornado en soling).
Zowel België als Nederland behaalden op deze Spelen geen medailles bij het zeilen.

## Heren

### Finn klasse
| rang   | sporter          | land        |
| ------ | ---------------- | ----------- |
| Goud   | Jochen Schümann  | DDR         |
| Zilver | Andrej Balaschov | Sovjet-Unie |
| Brons  | John Bertrand    | Australië   |

### 470 klasse
| rang   | sporter                        | land                     |
| ------ | ------------------------------ | ------------------------ |
| Goud   | Frank Hübner/Harro Bode        | Bondsrepubliek Duitsland |
| Zilver | Antonio Gorostgui/Pedro Millet | Spanje                   |
| Brons  | Ian Brown/Ian Ruff             | Australië                |

### Flying Dutchman
| rang   | sporter                                 | land                     |
| ------ | --------------------------------------- | ------------------------ |
| Goud   | Jörg Diesch/Eckart Diesch               | Bondsrepubliek Duitsland |
| Zilver | Rodney Pattisson/Jullan Brooke-Houghton | Groot-Brittannië         |
| Brons  | Reinaldo Conrad/Peter Ficker            | Brazilië                 |

### Tempest klasse
| rang   | sporter                            | land             |
| ------ | ---------------------------------- | ---------------- |
| Goud   | John Albrechtson/Ingvar Hansson    | Zweden           |
| Zilver | Valentin Mankin/Vladislav Akimenko | Sovjet-Unie      |
| Brons  | Dennis Conner/Conn Findlay         | Verenigde Staten |

### Tornado klasse
| rang   | sporter                        | land                     |
| ------ | ------------------------------ | ------------------------ |
| Goud   | Reg White/John Osborn          | Groot-Brittannië         |
| Zilver | David McFaull/Michael Rothwell | Verenigde Staten         |
| Brons  | Jörg Sprengler/Jörg Schmall    | Bondsrepubliek Duitsland |

### Soling klasse
| rang   | sporter                                                  | land             |
| ------ | -------------------------------------------------------- | ---------------- |
| Goud   | Poul Richard Høj Jensen/Valdemar Bandolowski/Erik Hansen | Denemarken       |
| Zilver | John Kolius/Walter Glasgow/Richard Höpfner               | Verenigde Staten |
| Brons  | Dieter Below/Michael Zachries/Olaf Engelhardt            | DDR              |

## Medaillespiegel
| rang   | land                     | goud | zilver | brons | total |
| ------ | ------------------------ | ---- | ------ | ----- | ----- |
| 1      | Bondsrepubliek Duitsland | 2    | 0      | 1     | 3     |
| 2      | Groot-Brittannië         | 1    | 1      | 0     | 2     |
| 3      | DDR                      | 1    | 0      | 1     | 2     |
| 4      | Denemarken               | 1    | 0      | 0     | 1     |
| 4      | Zweden                   | 1    | 0      | 0     | 1     |
| 6      | Verenigde Staten         | 0    | 2      | 1     | 3     |
| 7      | Sovjet-Unie              | 0    | 2      | 0     | 2     |
| 8      | Spanje                   | 0    | 1      | 0     | 1     |
| 9      | Australië                | 0    | 0      | 2     | 2     |
| 10     | Brazilië                 | 0    | 0      | 1     | 1     |
| totaal | totaal                   | 6    | 6      | 6     | 18    |

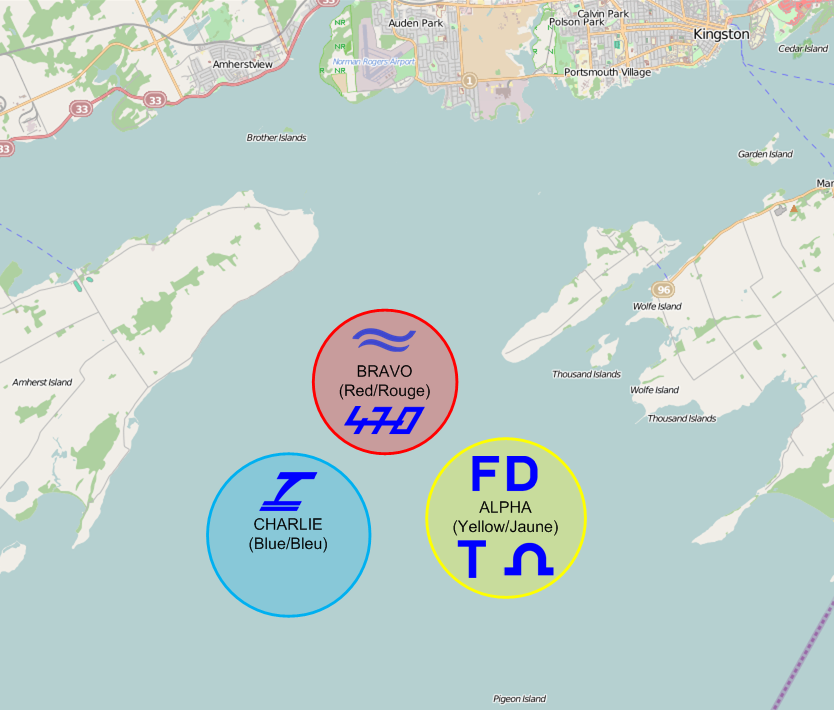
Wedstrijdgebieden
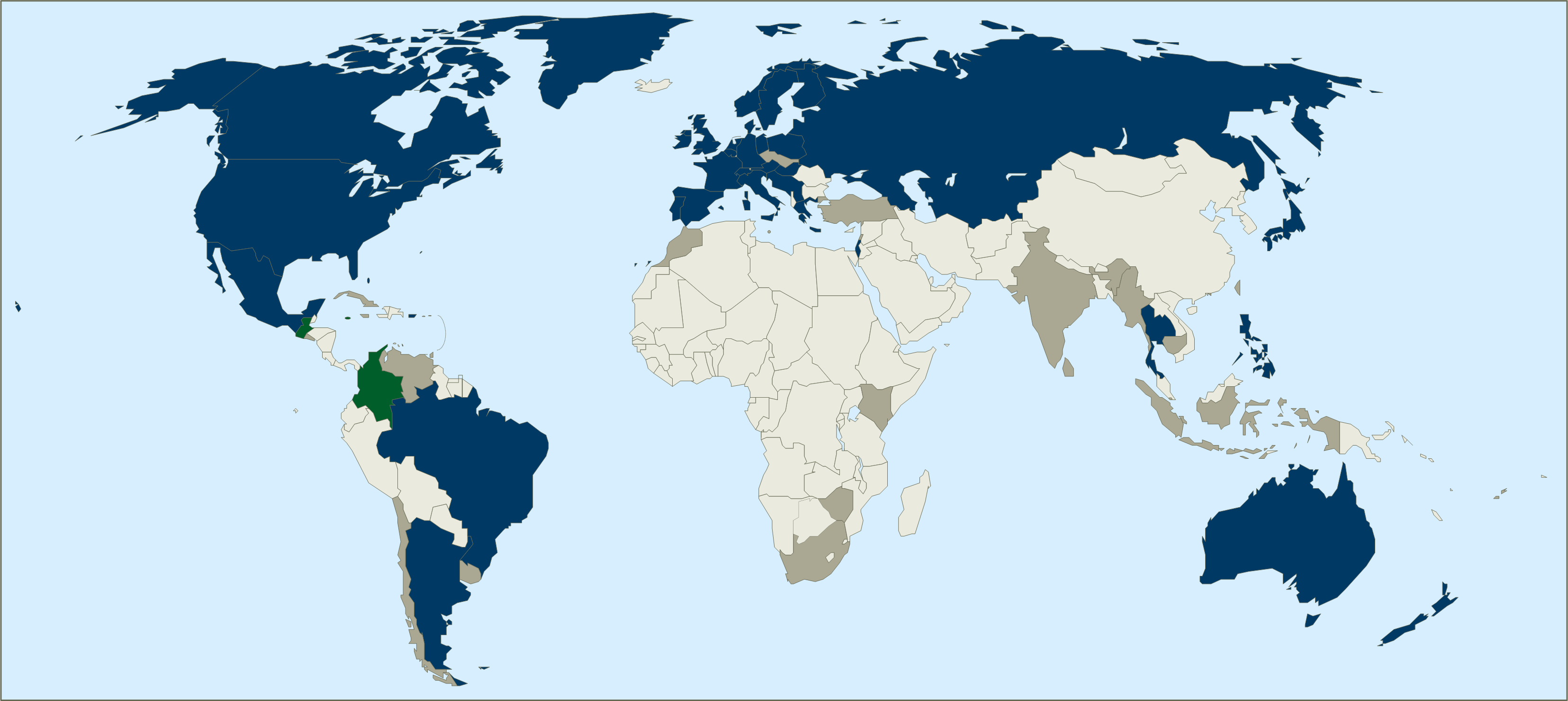
Deelnemende landen in 1976
Olympische Spelen in 1976

Athene 1896 · 
Parijs 1900 · 
St. Louis 1904 · 
Londen 1908 · 
Stockholm 1912 · 
Antwerpen 1920 · 
Parijs 1924 · 
Amsterdam 1928 · 
Los Angeles 1932 · 
Berlijn 1936 · 
Londen 1948 · 
Helsinki 1952 · 
Melbourne 1956 · 
Rome 1960 · 
Tokio 1964 · 
Mexico-stad 1968 · 
München 1972 · 
Montréal 1976 · 
Moskou 1980 · 
Los Angeles 1984 · 
Seoel 1988 · 
Barcelona 1992 · 
Atlanta 1996 · 
Sydney 2000 · 
Athene 2004 · 
Peking 2008 · 
Londen 2012 · 
Rio de Janeiro 2016 · 
Tokio 2020 · 
Parijs 2024 · 
Los Angeles 2028

Medaillewinnaars
Atletiek · Basketbal · Boksen · Boogschieten · Gewichtheffen · Handbal · Hockey · Judo · Kanovaren · Moderne vijfkamp · Paardensport · Roeien · Schermen · Schietsport · Schoonspringen · Turnen · Voetbal · Volleybal · Waterpolo · Wielersport · Worstelen · Zeilen · Zwemmen